# Нюман, Эрик
Э́рик У́лоф А́вгуст Ню́ман (швед. Erik Olof August Nyman; 1866—1900) — шведский ботаник, исследовавший флору Явы и Новой Гвинеи.

## Биография
Эрик Нюман родился в Линчёпинге 13 октября 1866 года. Учился ботанике в Уппсальском университете, получил степень доктора в 1896 году. В феврале следующего года отправился на ботаническую экспедицию в Юго-Восточную Азию, вскоре прибыв в западную часть Явы. С декабря 1898 по октябрь 1899 исследовал Новую Гвинею. Заболел малярией и в ноябре вернулся на Яву, после чего отправился обратно в Европу. До Швеции Нюман не добрался, скончавшись в Мюнхене 29 июля 1900 года.
Гербарий Нюмана насчитывал свыше тысячи образцов, большей частью мхов, грибов и папоротников, однако также включал зоологические и этнологические коллекции. Растения из Новой Гвинеи были впоследствии описаны в статье Карла Шумана. Части ботанического гербария были в 1901 году распроданы Каулфуссом различным коллекционерам. Коллекция заспиртованных мирмекофитов попала в Уппсальский институт экологии растений.

## Некоторые научные работы
- Nyman, E. Oedipodium Griffithianum. — Uppsala, 1896. — 36 p.

## Род и некоторые виды, названные в честь Э. Нюмана
- Nymanomyces Henn., 1899
- Ackama nymanii K.Schum., 1905
- Amaracarpus nymanii Valeton, 1927
- Celtis nymanii K.Schum., 1905 [= Celtis rigescens (Miq.) Planch., 1873]
- Cladopus nymanii H.A.Möller, 1899
- Couthovia nymanii Gilg & Gilg-Ben., 1916
- Diplazium nymanii Hieron., 1920
- Dysoxylum nymanianum Harms, 1905 [= Dysoxylum variabile Harms, 1905]
- Heckelia nymanii K.Schum., 1905
- Pasania nymaniana Markgr., 1924
- Peristylus nymanianus Kraenzl., 1905
- Riedelia nymanii K.Schum., 1905
- Sloanea nymanii K.Schum., 1905
- Streptomanes nymanii K.Schum., 1905
- Trichomanes nymanii Christ, 1905
- Vittaria nymanii Hieron., 1920